# Combine (Texas)
Combine es una ciudad ubicada en el condado de Kaufman en el estado estadounidense de Texas. En el Censo de 2010 tenía una población de 1.942 habitantes y una densidad poblacional de 107,5 personas por km².

## Geografía
Combine se encuentra ubicada en las coordenadas 32°35′24″N 96°31′2″O / 32.59000, -96.51722. Según la Oficina del Censo de los Estados Unidos, Combine tiene una superficie total de 18.07 km², de la cual 17.31 km² corresponden a tierra firme y (4.16%) 0.75 km² es agua.

## Demografía
Según el censo de 2010, había 1.942 personas residiendo en Combine. La densidad de población era de 107,5 hab./km². De los 1.942 habitantes, Combine estaba compuesto por el 91.61% blancos, el 0.88% eran afroamericanos, el 0.88% eran amerindios, el 0.26% eran asiáticos, el 0.05% eran isleños del Pacífico, el 4.94% eran de otras razas y el 1.39% pertenecían a dos o más razas. Del total de la población el 11.17% eran hispanos o latinos de cualquier raza.

## Educación
Dos distritos escolares sirven a partes de Combine:
El Distrito Escolar Independiente de Crandall gestiona:
- Tres escuelas primarias
- Crandall Middle School (6-8)
- Crandall High School (9-12)

El Distrito Escolar Independiente de Dallas gestiona estas escuelas que sirven al parte de Combine en el ondado de Dallas:
- Escuela Primaria Seagoville (grados PK-5)[8]
- Escuela Secundaria Seagoville (grados 6-8)[9]
- Escuela Preparatoria Seagoville (grados 9-12)[10]